# Retalhuleu (departementshuvudort i Guatemala)
Retalhuleu är en departementshuvudort i Guatemala.   Den ligger i kommunen Municipio de Retalhuleu och departementet Departamento de Retalhuleu, i den sydvästra delen av landet, 130 km väster om huvudstaden Guatemala City. Retalhuleu ligger 241 meter över havet och antalet invånare är 36 656.
Terrängen runt Retalhuleu är platt söderut, men norrut är den kuperad. Runt Retalhuleu är det ganska tätbefolkat, med 96 invånare per kvadratkilometer. Närmaste större samhälle är Mazatenango, 18,7 km öster om Retalhuleu. Omgivningarna runt Retalhuleu är en mosaik av jordbruksmark och naturlig växtlighet.